# Bill Hicks

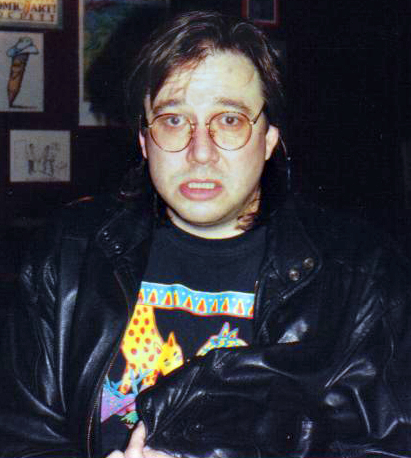
Bill Hicks, 1991

William Melvin Hicks (* 16. Dezember 1961 in Valdosta, Georgia; † 26. Februar 1994 in Little Rock, Arkansas), besser bekannt als Bill Hicks, war ein US-amerikanischer Komiker. Er war bekannt für sein gesellschaftskritisches und bissiges Bühnenprogramm. Seine Auftritte bezeichnete er selbst als „Chomsky with dick jokes“ (etwa: „Chomsky mit Schwanz-Witzen“).

## Lebenslauf
Hicks trat bereits früh auf. 1977 hatte er noch als Fünfzehnjähriger zusammen mit einem Freund sein erstes Engagement als Stand-up-Comedian. In der Frühzeit dieser Form der Komik konnten die beiden mit regelmäßigen Auftritten im Comedy Workshop in Houston Erfolge feiern. Im folgenden Jahr trat Hicks dann solo auf. 1980 zog er von Texas nach Los Angeles.
In den folgenden Jahren litt er unter Alkohol- und Drogenproblemen. Auch sein Stil wurde in diesen Jahren rauer und derber, weshalb seine TV-Auftritte regelmäßig gekürzt wurden.
Hicks hatte mehrere Gastauftritte in der David-Letterman-Show, diese wurden jedoch zusehends gekürzt und entschärft, um dem Geschmack eines Mainstream-Publikums Rechnung zu tragen. Gleichsam zum Ausgleich trat Hicks, der immer mehr in den Sog des Alkohols geriet, wieder in Houston auf, wo er als Outlaw Comic mit einer Truppe junger Komiker anarchische Bühnenshows gab, die insbesondere die Bigotterie der Fernsehprediger attackierten.
1988 entschied sich Hicks nach einem Erlebnis mit seiner Freundin dazu, seinen Drogenkonsum zu beenden, und besuchte Treffen der Anonymen Alkoholiker. Er schloss einen Plattenvertrag ab und wurde häufiger im Fernsehen gezeigt. Der britische Sender Channel 4 sendete eine Sondersendung über Hicks, die dessen Erfolg auf der Insel begründete.
Im Juni 1993 wurde bei Hicks Bauchspeicheldrüsenkrebs im fortgeschrittenen Stadium diagnostiziert.
Sein zwölfter und letzter Auftritt in Lettermans Show wurde für die TV-Ausstrahlung der Sendung komplett herausgeschnitten. Hicks’ Auftritt wurde, obwohl er auch hier im Vorfeld Witze umgeschrieben und herausgelassen hatte, von der Abteilung „Standards and Practices“ (der Name der Rechtsabteilung der meisten US-Sender) als für die Zuschauer untauglich eingestuft. Hicks selbst führte die Komplettzensur auf die Ziele seines Spotts zurück: unter anderem Pro-Life-Gruppen, die auf dem Sender oft Werbespots buchten.
Hicks starb im Alter von 32 am 26. Februar 1994 in Little Rock, Arkansas an den Folgen seines Bauchspeicheldrüsenkrebses.

## Rezeption und Würdigung
Postum erschien 1994 der Dokumentarfilm Bill Hicks: It's Just a Ride, in dem neben Personal der Letterman-Show auch andere Künstler wie Richard Belzer und Eric Bogosian zu Wort kommen.
David Lettermann bedauerte nach seinem Tod den Umgang mit Hicks und gab Bedauern über den Umgang mit Hicks’ Lebenswerk an. Er zeigte den letzten zensierten Auftritt von Hicks 2009 bei einem Besuch von Hicks’ Mutter in seiner Sendung.
Die US-amerikanische Rock-Band Tool widmete ihr 1996 erschienenes Album Ænima dem verstorbenen Bill Hicks und baute mehrere Auszüge seiner Shows in das Lied Third Eye ein.